# Baumberge

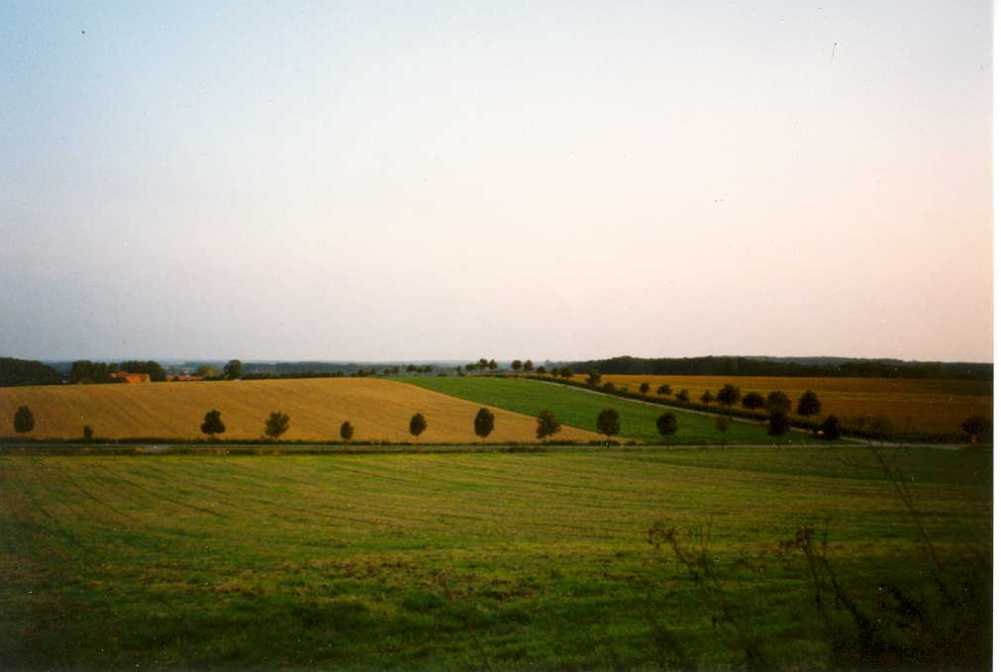
Landschaft in den Baumbergen

Die Baumberge im nordrhein-westfälischen Kreis Coesfeld – gelegen zwischen der kreisfreien Stadt Münster und Coesfeld als Kreisstadt des gleichnamigen Kreises – sind mit 188,7 m ü. NHN der höchste Höhenzug des Münsterlandes. Die Hügellandschaft zeichnet sich durch einige Besonderheiten in geologischer, hydrografischer und architektonischer Sicht aus. Sie weist verschiedenartige Schutzgebiete auf.

## Name
Der Name Baumberge geht auf den Begriff Bomberg zurück, der seinerseits eine Verschmelzung des altdeutschen Wortes bo, gleichbedeutend mit Haus/Hof, und der Gottheit Odin ist.

## Geographie

### Lage
Die Baumberge liegen im Kernmünsterland zwischen den Städten Münster im Osten und Coesfeld im Westen. Sie gliedern sich in die Bomberge, die Osterwicker Platte, die Coesfeld-Daruper Höhen und den Schöppinger Rücken. Der nordöstlich anschließende Altenberger Rücken, der nicht mehr zu den Baumbergen gerechnet wird, ist durch die Hohenholter Senke von ihnen abgesetzt. Zentral in den Baumbergen, wo Bomberge, Osterwicker Platte und Coesfeld-Daruper Höhen zusammentreffen, liegt der Erholungsort Billerbeck in recht zentraler Lage im Tal der Berkel.
Die Bomberge zwischen Billerbeck, Havixbeck, Nottuln und Horstmar sind ein flachwelliges Hochplateau, in dem mit Westerberg (188,7 m), Bomberg (182,3 m), Billerbecker Berg (172,1 m), Luseberg (183,9 m) und Hoheberg (181,8 m) die größten Höhen des Gebirgszugs erreicht werden. Die beiden letztgenannten befinden sich in den südwestlich von Havixbeck gegen Tilbeck ziehenden Stever Bergen.
Jenseits der Verbindungsstraße Nottuln–Billerbeck (Landesstraße 577) schließen sich, durch einen Sattel auf 131,4 m Höhe (Straßenstelle nordnordwestlich der am Nonnenbach gelegenen Fischteiche beim Gehöft Schulze Bisping) nur unscharf separiert, die bis 165,2 m (Erhebung westlich vom Gehöft Frieling) hohen Coesfeld-Daruper Höhen als Südwestausläufer des Südteils an. Gegen Coesfeld zieht der Coesfelder Berg, der an der Ludgerirast oberhalb von Kloster Gerleve eine Höhe von 152 m erreicht.
Nach Norden schließt sich den Bombergen der Schöppinger Rücken an, der nach einer Abflachung auf etwas mehr als 100 m Höhe mit dem Schöppinger Berg 157,6 m Höhe erreicht.
Die Osterwicker Platte im Westen ist flächenmäßig die größte der vier Untereinheiten der Baumberge. Sie erreicht südlich von Osterwick eine Höhe von 128,4 m und fällt nach Nordwesten hin ab. Vom Schöppinger Berg ist sie durch die Vechte, von den Coesfeld-Daruper Höhen durch das Tal der Berkel getrennt.

### Naturräumliche Zuordnung
Die Baumberge und ihre unmittelbaren Ausläufer werden naturräumlich wie folgt zugeordnet – mit Höhen in Meter über Normalhöhennull (NHN):
- (zu 54 Westfälische Bucht)
  - (zu 541 Kernmünsterland)
    - (zu 541.0 Burgsteinfurter Land)
      - 541.00 Osterwicker Hügelland (bis 128,4 m; flachwelligerer Nordwestausläufer, durch die Vechte vom Schöppinger Rücken separiert)
      - 541.02 Schöppinger Rücken (bis 157,6 m; Nordausläufer der Baumberge)
      - 541.03 Baumberge (bis 188,7 m)
      - 541.05 Altenberger Rücken (bis etwa 119 m; nordöstlich paralleler, flachwelligerer Höhenzug zu Baumbergen und Schöppinger Rücken, durch die Steinfurter Aa getrennt)
      - 541.07 Coesfeld-Daruper Höhen (bis 165,2 m; Südwestausläufer der Baumberge)

### Erhebungen

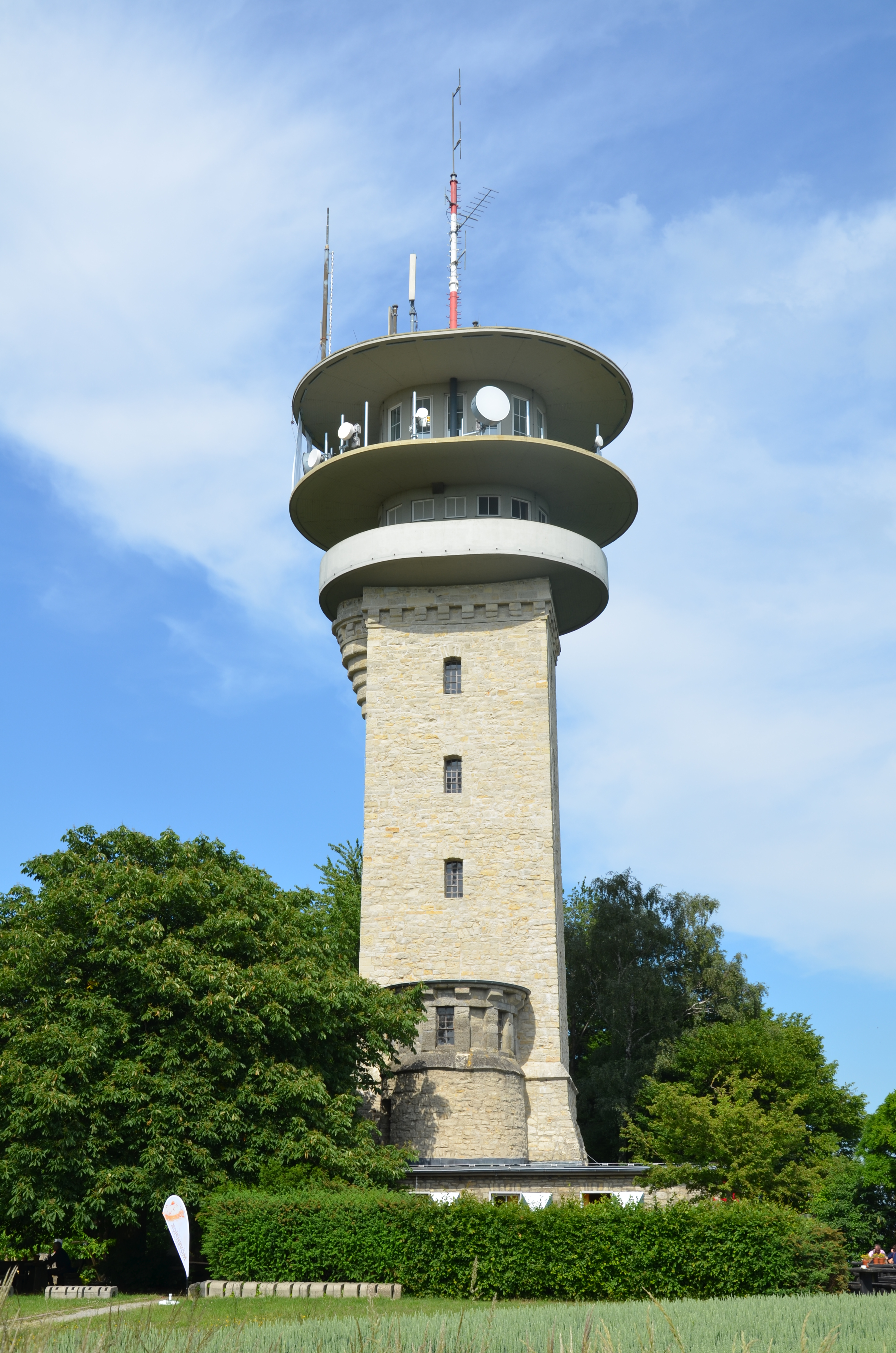
Der Longinusturm

Zu den Erhebungen der Baumberge und ihrer Ausläufer (*) gehören – sortiert nach Höhe in Meter über Normalhöhennull (NHN):
- Westerberg (188,7 m; mit Aussichtsturm Longinusturm) – zwischen Billerbeck, Havixbeck und Nottuln
- Luseberg (183,9 m) – in „Stever Bergen“ zwischen Nottuln-Stevern und Havixbeck
- Bomberg (182,3 m) – zwischen Billerbeck, Havixbeck und Nottuln
- Detter Berg (182 m) –  bei Schapdetten[5]
- Hoheberg (181,8 m) – in „Stever Bergen“ zwischen Stevern und Havixbeck
- Bartels-/Bertelsberg (180,9 m) – in „Stever Bergen“ zwischen Stevern und Havixbeck
- Billerbecker Berg (172,1 m) – östlich von Billerbeck
- Weter-/Westerberg (167,6 m) – zwischen Billerbeck und Darfeld
- Hanloer Mark* (165,2 m) – nordwestlich Nottulns, im Südwestausläufer Coesfeld-Daruper Höhen
- Schöppinger Berg* (157,6 m) – östlich Schöppingens, am Nordausläufer Schöppinger Rücken
- Südberge (157,5 m) – südöstlich von Billerbeck
- Coesfelder Berg* (bis 152 m) – östlich von Coesfeld, im Südwestausläufer Coesfeld-Daruper Höhen
- Dillen-/Nohnenberg (148,9 m) – in „Regelmanns Bergen“ ostsüdöstlich von Darfeld
- Mölleringshügel (142,4 m) – direkt südsüdöstlich von Billerbeck
- Anhöhe südöstlich Osterwicks* (128,4 m) – Südosten des Nordwestausläufers Osterwicker Hügelland
- Paschhügel* (116,7 m) – in Altenberge, Hauptberg des den Baumbergen (nebst Schöppinger Rücken) nordöstlich parallelen Altenberger Rückens
- Anhöhe südöstlich Holtwicks* (115,4 m) – Südwesten des Osterwicker Hügellandes
- Buchenberg* (112 m) – zwischen Burgsteinfurt und Borghorst, im Nordwesten des Altenberger Rückens

### Baumberge-Wasserscheide
Die Baumberge bilden im Rahmen der Baumberge-Wasserscheide eine Art Keil insbesondere zwischen den Stromverläufen von Rhein und Ems. Bedingt durch ihre Nähe zum Meer hat der Höhenzug Anteil an den Einzugsgebieten einiger Ströme. Der Hagenbach sowie die dort entspringende und nach Süden fließende Stever sind Nebenflüsse der Lippe, die ihrerseits zum Rhein gehört. Die nach Osten fließende Münstersche Aa gehört zum Stromsystem der Ems. Die bei Darfeld am Fuß der Baumberge entspringende und Richtung Nordwesten in die Niederlande fließende Vechte bildet mit der Dinkel ein eigenes kleines Stromsystem. Die nach Westen fließende Berkel hat ihre Mündung in der niederländischen IJssel.

## Geologie

### Baumberge als Karst-Gebirge

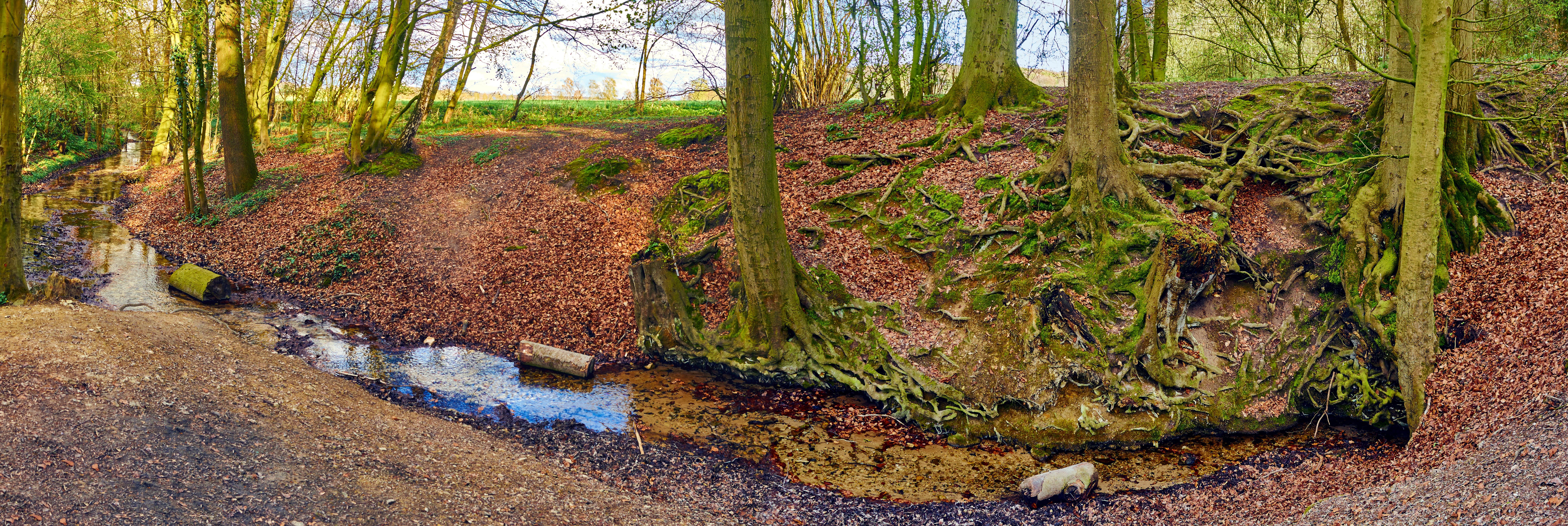
Schwarthoffs Quelle, eine Karstquelle am Schöppinger Berg

Der Untergrund der Baumberge besteht aus Kalksandstein, der für Wasser gut durchlässig ist. Dadurch versickert das Regenwasser auf der Hochfläche in große Tiefen. Die dort vorhandenen Bauernhöfe mussten sich jahrhundertelang mit 40 m bis 50 m tiefen Brunnen ihr Trinkwasser beschaffen – häufiger war jedoch die Versorgung über Regenwasserzisternen – bevor sie Anfang der 1970er Jahre an eine Trinkwasserleitung angeschlossen wurden. Das versickerte Regenwasser tritt dann an den Rändern der Baumberge in Quellhorizonten wieder aus, wobei dann auf wenigen Metern gleich ganze Bäche zu Tage treten können. Bekannte Beispiele für hohe Quellschüttungen sind Schwarthoffs Quelle und die Leerbachquelle bei Leer (Horstmar) am Schöppinger Berg. Einige weitere Kennzeichen eines Karst-Gebirges wie Bachschwinden und Dolinen finden sich ebenfalls in den Baumbergen.

### Baumberger Sandstein

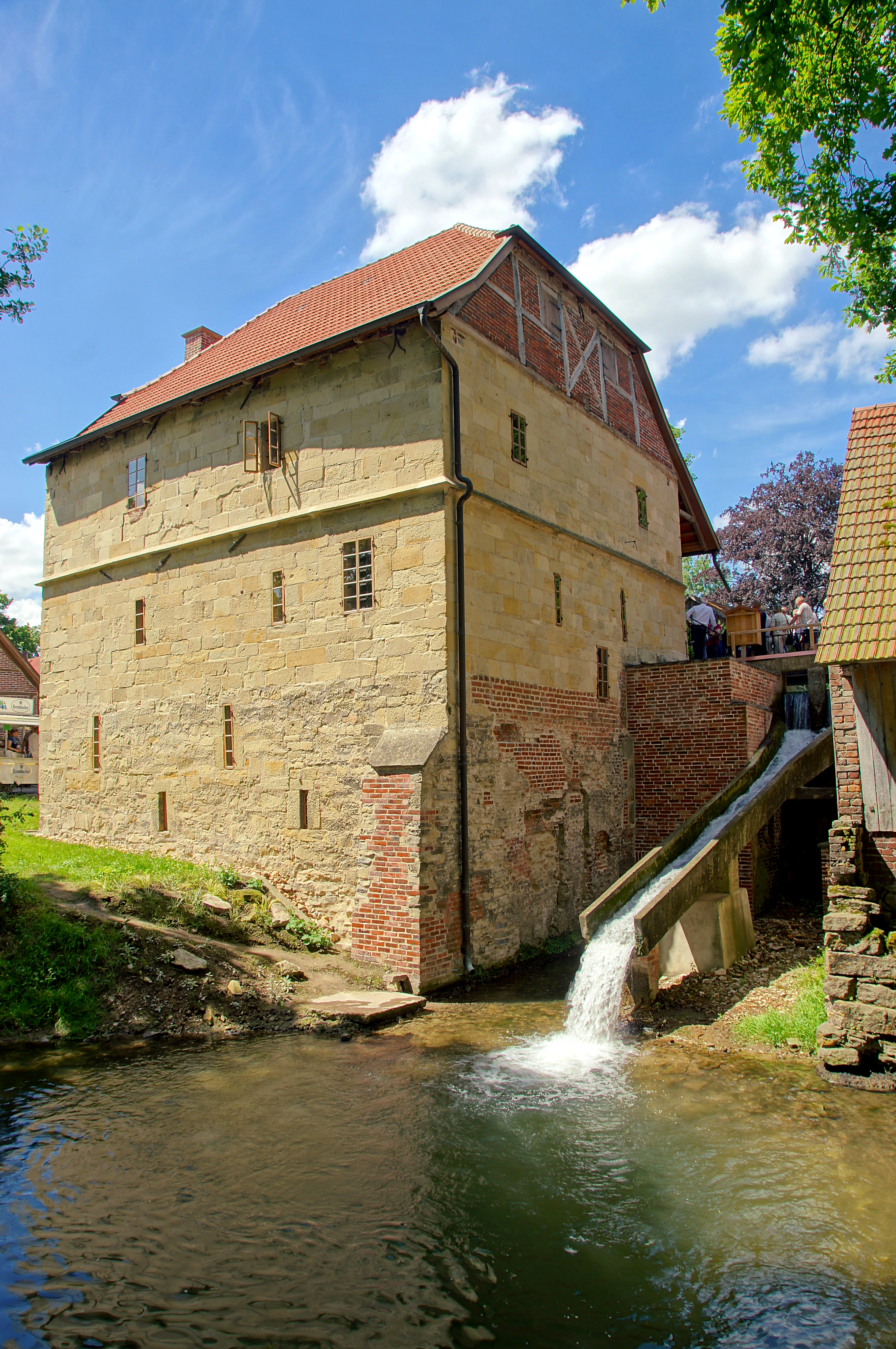
Wassermühle Schulze Westerath aus Baumberger Sandstein

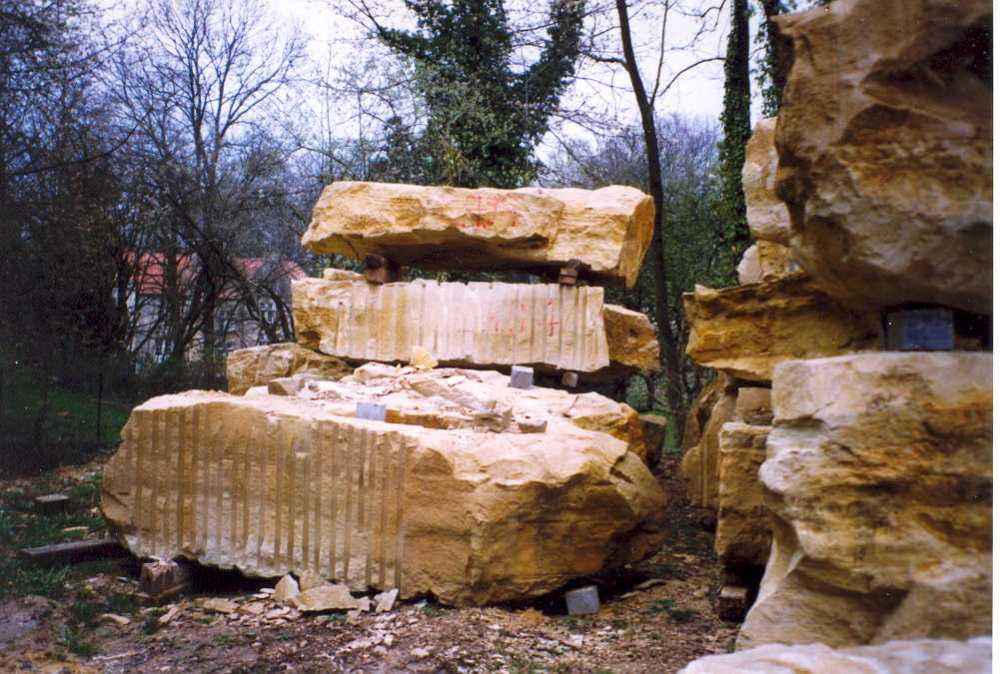
Rohe Blöcke aus Baumberger Sandstein

Der Untergrund der Baumberge wird von einem im Bauwesen sehr begehrten Sandstein gebildet, der mit Kalk gebunden ist. Dieses Material ist von einer blassgelben Farbe, lässt sich sehr gut bearbeiten und bestimmt das Bild der Städte in der ganzen Umgebung.
Beispielsweise sind der St.-Paulus-Dom und das Rathaus von Münster vollständig aus diesem Steinmaterial erbaut. Weitere prominente Beispiele für die Verwendung dieses Baustoffes sind die Propsteikirche St. Ludgerus in Billerbeck, die Innenausstattung der zwischen Billerbeck und Coesfeld gelegenen Abtei Gerleve und der vom Baumberge-Verein unterhaltene Longinusturm auf dem Westerberg. Als Material für Bildhauer-Arbeiten war der Baumberger Sandstein schon im Mittelalter sehr beliebt, Figuren aus diesem Stein finden sich aus diesem Zeitraum im ganzen Hanseraum, zu nennen wären hier als Beispiele Lübeck und Riga.
Teile des Baumberger Sandsteins sind sehr weich und sehr empfindlich gegenüber Umwelteinflüssen wie dem Sauren Regen und anderen Luftverschmutzungen, was zu einem schlechten Ruf dieses Steins als Baumaterial geführt hat. Entscheidend für die Anfälligkeit des Steins gegen die Verwitterung ist allerdings die Lage, in der das Material verbaut wird: Werkstücke, die in der gleichen Stellung verbaut werden, wie das Rohmaterial aus dem Steinbruch entnommen wurde, sind deutlich widerstandsfähiger. Auf Spalt gesetztes Material verwittert dagegen sehr schnell; diese Grundregel wurde insbesondere bei den Neubauten des 19. Jahrhunderts nicht eingehalten, so dass vor allem hier erhöhter Reparaturbedarf besteht. Die ortsnahen Steinmetzen liefern zurzeit einen großen Anteil an Werkstücken, die wegen dieser Beschädigungen ausgetauscht werden müssen.
Geologie und Geschichte des Natursteinabbaus in den Baumbergen sowie des Steinmetz- und Steinbildhauerhandwerks in der Region dokumentiert das Baumberger-Sandstein-Museum in Havixbeck.

## Schutzgebiete
Im Zentrum der Baumberge liegt das Naturschutzgebiet Baumberge (CDDA-Nr. 378156; 2006 ausgewiesen; 3,78 km² groß), das Teil des zum Natura-2000-Netz gehörenden Fauna-Flora-Habitat-Gebiets Baumberge (FFH-Nr. 4010-302; 3,97 km²). ist. Im Nordwesten befindet sich das NSG Bombecker Aa (CDDA-Nr. 162493; 1993; 1,49 km²), das auch als FFH-Gebiet Bombecker Aa (FFH-Nr. 4010-301; 1,49 km²) ausgewiesen ist. Zudem liegen in der Landschaft folgende Naturschutzgebiete (im Uhrzeigersinn beginnend im Norden): Hangsbachquellen (CDDA-Nr. 378201; 2005; 13 ha), Lasbecker Quellen (CDDA-Nr. 378228; 2006; 7 ha), Kötterberg (CDDA-Nr. 378223; 2006; 10 ha), Hexenkuhle (CDDA-Nr. 378209; 2006; 7 ha), Stever (Süd) (CDDA-Nr. 378290; 2005; 23 ha), Stever (Nord) (CDDA-Nr. 165739; 1988; 13 ha) und Brookbusch (CDDA-Nr. 378167; 2005; 30 ha). Auf den Baumbergen befindet sich das Landschaftsschutzgebiet (LSG) Baumberge (CDDA-Nr. 319818; 2006; 77,3 km²), und im Nordwesten der Landschaft liegen Teile des LSG Darfeld (CDDA-Nr. 344909; 1974; 20,16 km²).

## Landschaftsbild
Die Baumberge überragen die ansonsten flache Landschaft um bis zu 100 m und erreichen auf dem Westerberg 187,6 m Höhe; dessen Gipfel wird vom Longinusturm gekrönt. Kennzeichnend für diese Landschaft ist eine relativ ebene und waldfreie Hochfläche mit steilen und ab einer bestimmten Höhe bewaldeten Rändern. Die Hochfläche ist wegen ihrer Wasserarmut ohne geschlossene Besiedlung.

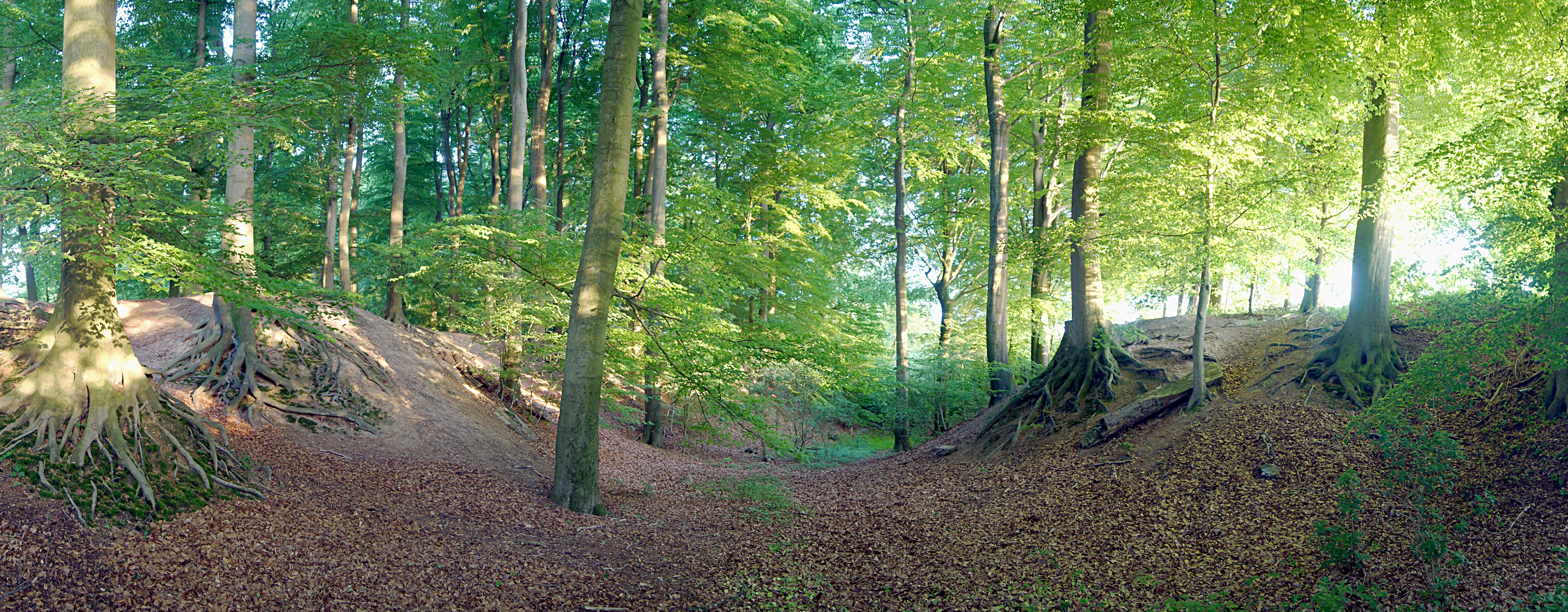
Die Sitter am Coesfelder Berg

Im Bereich des Coesfelder Bergs östlich von Coesfeld liegt die Sitter, ein Areal von teils bewaldeten, steilen Trockentälern, die sich in der letzten Eiszeit gebildet haben. Etymologisch leitet sich das Wort Sitter von der heidnischen Gottheit Ziu ab; Ziutir bedeutet „Ehre des Ziu“.

## Geschichte

### Tilbecker Landwehr
Im Teil der Baumberge, der sich zwischen Schapdetten, Tilbeck, Nottuln und Havixbeck erstreckt, befindet sich eine ausgedehnte Landwehranlage, die Tilbecker Landwehr. Diese aus dem Mittelalter stammende Form der Grenzbefestigung besteht aus zwei parallel verlaufenden Wällen, die sich auf mehreren Kilometern Länge durch die Baumberge ziehen.

### Sage
Im Detter Berg bei Schapdetten sitzt der Grinkenschmied und schmiedet Pflugeisen, beschlägt die Pferde, liefert überhaupt alle Schmiedearbeit, erhält jedoch dafür keine Bezahlung, sondern nur einen Braten; besonders leiht man für diesen Lohn seinen Bratspieß bei Hochzeiten. Einmal ist das auch geschehen, und als nun die Hochzeit vorüber ist, schickt der Bauer seinen Knecht mit Spieß und Braten zurück zu Grinkenschmied; der Knecht aber frisst den Braten unterwegs auf, und als nun Grinkenschmied sagt: „Dat’s min spitt, aver wo is min braden?“ antwortet der Knecht frischweg: „Da wett ik nist van.“ Da ist Grinkenschmied zornig geworden und hat gerufen: „War di, ik sall minen braden wull kregen.“ Als das der Knecht, welcher zu Pferde war, hörte, hat er sich eiligst davongemacht; aber als er zu Hause ankam, war seinem Pferde ein großes Stück aus dem Batzen gerissen; das war Grinkenschmieds Braten.

## Verkehr und Wandern
Südlich vorbei an den Baumbergen führt in minimal 2 km (südlich Schapdettens) Entfernung die A 43 und östlich in 8 km Entfernung die A 1. Den Nordteil des Höhenzugs separiert als Eisenbahnstrecke die Baumbergebahn. Auf Waldwegen und -pfaden sowie auf Feldwegen kann die Landschaft durchwandert werden.

## Baumberge-Verein
Der Baumberge-Verein (BBV) wurde 1896 gegründet und hat seinen Sitz in Münster. Sein erster Vorsitzender war Friedrich Westhoff. Er beschildert und pflegt Wanderwege, darunter der Baumberger Ludgerusweg, der Hollandgängerweg und der Westfälische-Friede-Weg. Daneben unterhält der Verein sieben am Longinusturm beginnende Rundwanderwege mit einer Gesamtlänge von 53 km sowie 58 örtliche Rundwanderwege mit einer Gesamtlänge von 605 km. Der Verein gibt Wanderkarten und Literatur über die Baumberge heraus.